# 佩利肯拉皮茲 (明尼蘇達州)
佩利肯拉皮茲（英語：Pelican Rapids）是一個位於美國明尼蘇達州奧特泰爾縣的城市。

## 人口
根據2020年美國人口普查的數據，佩利肯拉皮茲的面積為6.96平方千米，當中陸地面積為6.64平方千米，而水域面積為0.32平方千米。當地共有人口2577人，而人口密度為每平方千米370人。